# シャルル3世・ド・ロアン＝ゲメネ
シャルル3世・ド・ロアン（Charles III de Rohan, 1655年9月30日 - 1727年10月10日）は、ブルボン朝時代フランスの貴族、廷臣。ゲメネ公、モンバゾン公爵。

## 生涯
ゲメネ公シャルル2世・ド・ロアン（1633年 - 1699年）と、フランス元帥のアンリ・ド・ションベール・ド・ナントゥイユ伯爵の娘ジャンヌ・アルマンド・ド・ションベール（1633年 - 1706年）の間の長男。曾祖父はエルキュール・ド・ロアン＝モンバゾン、祖父はルイ8世・ド・ロアン＝ゲメネである。1699年父の死に伴いゲメネ公位及びモンバゾン公爵位を相続、この他サント＝モール、ラエ＝コンテス、ヌアトルの3伯爵領の領主でもあった。1727年所有するロシュフォール＝アン＝イヴリーヌ城で死去。

## 子女
1678年2月19日、リュイヌ公ルイ＝シャルルの娘マリー・アンヌ・ダルベール（1663年 - 1679年）と最初に結婚。彼女は大叔母シュヴルーズ公爵夫人の孫娘で、又従妹にあたったが、結婚の翌年死去した。
1679年11月30日、シャルロット・エリザベート・ド・コシュフィエ（1657年 - 1719年）と再婚、間に14人の子をもうけた。
- シャルロット（1680年 - 1733年） - 1717年アントワーヌ・ド・コラン・ド・モルターニュ伯爵と結婚（1720年死別）、1729年ジャン・ド・クレキ・ド・カナル伯爵と再婚
- ルイ＝アンリ（1681年 - 1689年）
- フランソワ＝アルマン（フランス語版）（1682年 - 1717年） - モンバゾン公（prince de Montbazon）、1698年ルイーズ＝ジュリー・ド・ラ・トゥール＝ドーヴェルニュ[2]と結婚
- アンヌ＝テレーズ（1684年 - 1738年） - ノートルダム・ド・ジュアル修道院（英語版）院長
- ルイ＝アンリ（1686年 - 1748年） - ロシュフォール＝アン＝イヴリーヌ伯、僧籍
- 女子「ロシュフォール姫」（1687年）
- エルキュール＝メリアデック（1688年 - 1757年） - ゲメネ公及びモンバゾン公爵
- マリー＝アンヌ（1690年 - 1743年） - パントモン修道院（英語版）院長
- アンヌ（1690年 - 1715年） - 修道女
- エリザベート（1691年 - 1753年） - サン＝レジェ・ド・プレオー修道院（フランス語版）及びノートルダム・ド・マルケット修道院（フランス語版）院長
- シャルル（1693年 - 1766年） - ロシュフォール公
- アルマン＝ジュール（1695年 - 1762年） - ランス大司教、枢機卿
- シャルロット＝ジュリー（1696年 - 1756年） - 修道女
- ルイ＝セザール＝コンスタンタン（1697年 - 1779年） - ストラスブール司教、枢機卿

## 引用・脚注
1. 1 2  van de Pas, Leo. "Charles de Rohan". Genealogics .org. 2010年4月7日閲覧。
2. ↑  ブイヨン公ゴドフロワ・モーリス・ド・ラ・トゥール・ドーヴェルニュとマリア・アンナ・マンチーニの娘。

| フランスの爵位               | フランスの爵位           | フランスの爵位                                      |
| ---------------------------- | ------------------------ | --------------------------------------------------- |
| 先代 シャルル2世・ド・ロアン | ゲメネ公 1699年 - 1727年 | 次代 エルキュール＝メリアデック・ド・ロアン＝ゲメネ |